# Trade of Innocents
Pour plus de détails, voir Fiche technique et Distribution.
Trade of Innocents (en français Commerce des Innocents) est un thriller américain de 2012 écrit et réalisé par Christopher Bessette et mettant en vedette Dermot Mulroney, Mira Sorvino, John Billingsley, Trieu Tran et Vithaya Pansringarm.
Le film a été tourné sur place à Bangkok, en Thaïlande. Il cherche à sensibiliser et à impliquer dans la lutte contre la traite des êtres humains.

## Synopsis
Dans les ruelles d'une ville touristique du Cambodge actuel, nous découvrons une salle en parpaing crasseuse ; un lit avec des draps souillés ; une petite fille attend que le prochain homme l'utilise. Alex, un enquêteur sur la traite des êtres humains, joue le rôle de son prochain client alors qu'il négocie avec le proxénète pour l'utilisation de l'enfant. Claire, la femme d'Alex, est prise dans le courant de sa nouvelle vie en Asie du Sud-Est et de son rôle de bénévole dans un centre d'accueil pour filles secourues. Elle et Alex sont toujours aux prises avec leur chagrin d'avoir perdu un enfant des années plus tôt. Alors qu'ils luttent tous les deux à leur manière pour surmonter la douleur de leur passé et les réalités de l'exploitation des enfants là où ils vivent et travaillent maintenant, ils se retrouvent entraînés ensemble dans la vie des filles du quartier, dont la liberté et la dignité sont menacées.

## Production

### Développement
L'inspiration de Trade of Innocents est venue d'une combinaison de l'expérience du réalisateur (Christopher Bessette) et de son voyage à Phnom Penh, et de l'expérience des producteurs Bill et Laurie Bolthouse lors de leur voyage à Phnom Penh. Christopher Bessette et Bill et Laurie se sont ensuite réunis pour faire le film.
Mira Sorvino s'intéresse depuis longtemps à soutenir la cause de la fin de la traite des êtres humains. Lorsqu'on lui a demandé d'être actrice dans Trade of Innocents, elle a dit: « J'ai senti que cela pourrait être une puissante combinaison de mes efforts militants et de mes entreprises artistiques. »

## Sortie
En janvier 2011, Monterey Media a acquis les droits de distribution du film aux États-Unis et au Canada auprès de Bicycle Peddler LLC.

### Festivals
Trade of Innocents a été sélectionné pour être projeté dans les festivals de films suivants :
- Festival du film de Breckenridge 2012[2],
- Festival du film Cornerstone de Toronto 2012[5].

### Sortie en salles
Le film débutera sa sortie en salles le 5 octobre au Quad Cinema de New York.

### Réception critique
Media Mike's a également qualifié le film de « perle rare qui ne sera probablement pas vue par beaucoup mais qui mérite vraiment une prise de vue grand public. »

## Récompenses
| Festival                                              | Catégorie                     | Gagné |
| ----------------------------------------------------- | ----------------------------- | ----- |
| Festival international du film Cornerstone de Toronto | Meilleure image               | Oui   |
| Médias visuels chrétiens internationaux               | Meilleure image               | Oui   |
| Festival du film de Breckenridge                      | Meilleur drame                | Oui   |
| Festival du film de Breckenridge                      | Prix du public - 2e prix      | Oui   |
| Festival du film de Breckenridge                      | Meilleur meilleur réalisateur | Oui   |